# Scorbură

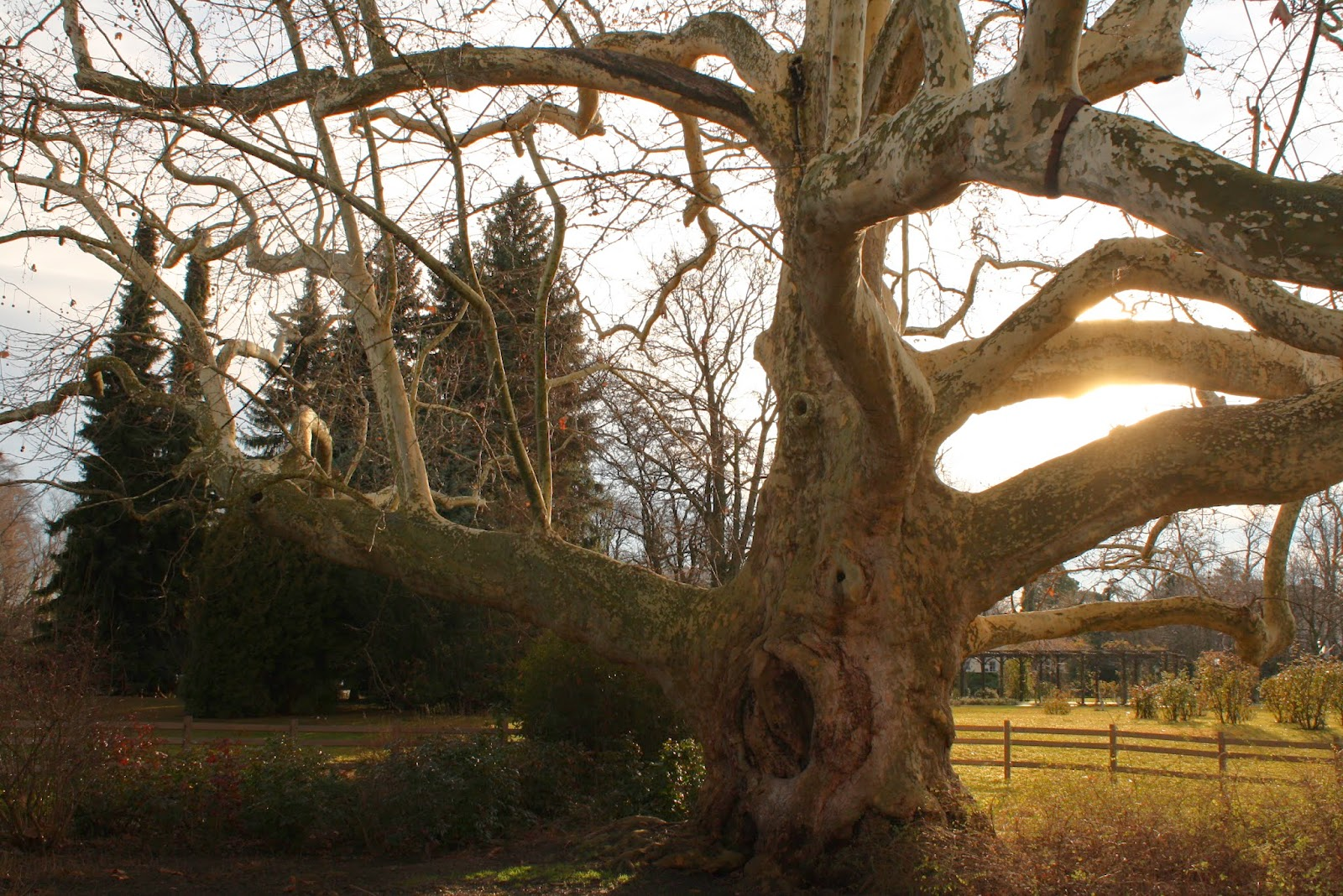
Scorburi multiple formate într-un platan din Baden, Austria

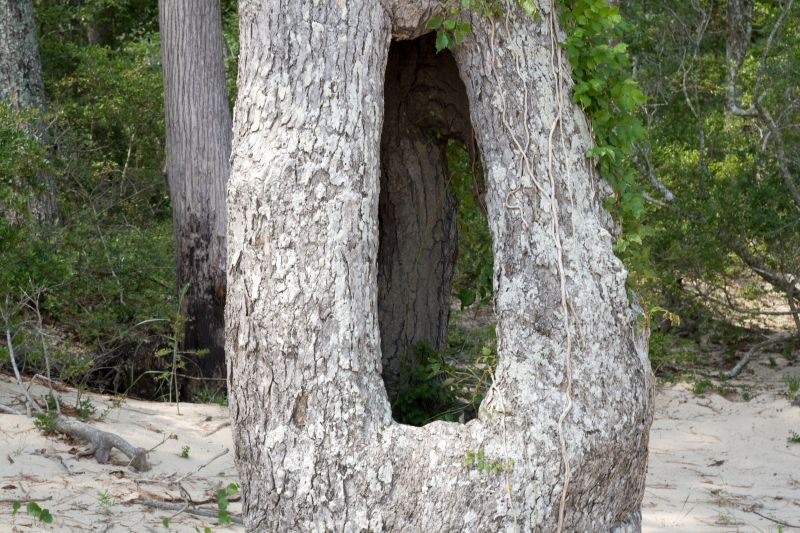
O scorbură naturală formată la baza unui arbore

Scorbura este spațiul gol și cavernos din tulpina unui copac, format în locul miezului lemnos putrezit. Scorburile se întâlnesc în principal la arborii bătrâni, fie ei vii sau morți. Ele sunt un fenoment natural frecvent întâlnit în zonele împădurite și reprezintă o resursă sau un habitat important pentru numeroase animale vertebrate și nevertebrate.